# Kamienica przy ulicy Matejki 4 w Katowicach
Kamienica przy ulicy Jana Matejki 4 w Katowicach – zabytkowa kamienica mieszkalno-handlowa, położona przy ulicy J. Matejki 4 w Katowicach, w granicach dzielnicy Śródmieście.
Została ona wybudowana na początku XX wieku w stylu secesyjnym. W dniu 17 czerwca 1988 roku wspólnie z sąsiednią kamienicą pod numerem 2 została ona wpisana do rejestru zabytków pod numerem 1369/88 – granice ochrony obejmują działki. Budynek znajduje się także w gminnej ewidencji zabytków miasta Katowice. 
W połowie sierpnia 2022 roku w systemie REGON pod tym adresem zarejestrowanych było 29 aktywnych podmiotów gospodarczych, w tym: firma pogrzebowa, kancelaria prawa finansowego, towarzystwo inwestycyjno-finansowe i wspólnota mieszkaniowa.
Ceglana kamienica znajduje się we wschodniej, zwartej pierzei ulicy. Powierzchnia zabudowy kamienicy wynosi 689 m². Posiada ona cztery kondygnacje nadziemne i podpiwniczenie.